# 私营保安公司
私营保安公司是以盈利为目的，专门为私人或政府提供武装或非武装安全服务的公司，其中一些公司的形式为有限责任公司或有限责任合伙。
私营保安公司被美国劳工统计局定义为主要从事提供守卫和巡逻服务的公司，例如提供保镖、护卫犬、停车安全、警卫、防止未经授权的活动或进入、交通管制、控制访问、预防和侦查火灾和盗窃等服务。
私营保安行业在迅速的增长，其产值将从2006年的1000亿美元增长到2010年的2000亿美元。

## 脚注
1. ↑  美国劳工统计局 NAICS 561612- 美国保安公司警卫和巡逻的价格
2. ↑  The Arizona Republic: 私营保安公司在9/11后起关键作用-  2006年1月22日